# سانتا كروز خوخوكوتلان
سانتا كروز خوخوكوتلان (بالإسبانية: Santa Cruz Xoxocotlán)‏ وهي مدينة صغيرة تتواجد في جنوب المكسيك ويبلغ عدد سكانها 65,873 نسمة وتبلغ مساحتها 1,530 كلم مربع ومعنى اسم خوخوكوتلان معناه الفاكهة الحامضة أو الحلوة والحامضة.